# Richard Mapuata N'Kiambi
Richard Mapuata N'Kiambi (Léopoldville, Congo-Léopoldville, 27 de febrero de 1965) es un exfutbolista de la República Democrática del Congo que jugaba en la posición de delantero. Es el padre del también futbolista Cedric Makiadi,

## Carrera

### Club
| Periodo   | Club             |
| --------- | ---------------- |
| 1984–1985 | CS Imana         |
| 1985–1986 | Standard Liège   |
| 1986–1988 | CF Os Belenenses |
| 1988–1990 | AC Bellinzona    |
| 1990–1991 | FC Aarau         |

### Selección nacional
Jugó para Zaire en seis ocasiones de 1987 a 1988 y anotó dos goles; participó en la Copa Africana de Naciones 1988.

## Logros
- Copa de Zaire (1): 1984